# Njap
Njap (ou Njab) est une localité du Cameroun située dans le département du Donga-Mantung et la Région du Nord-Ouest, à proximité de la frontière avec le Nigeria. Elle fait partie de la commune de Nkambé.

## Population
En 1970, la localité comptait 1 529 habitants, dont la plupart appartenaient au clan Warr. 
Lors du recensement national (3e RGPH) de 2005, la population s'élevait à 3 428 personnes.

## Galerie

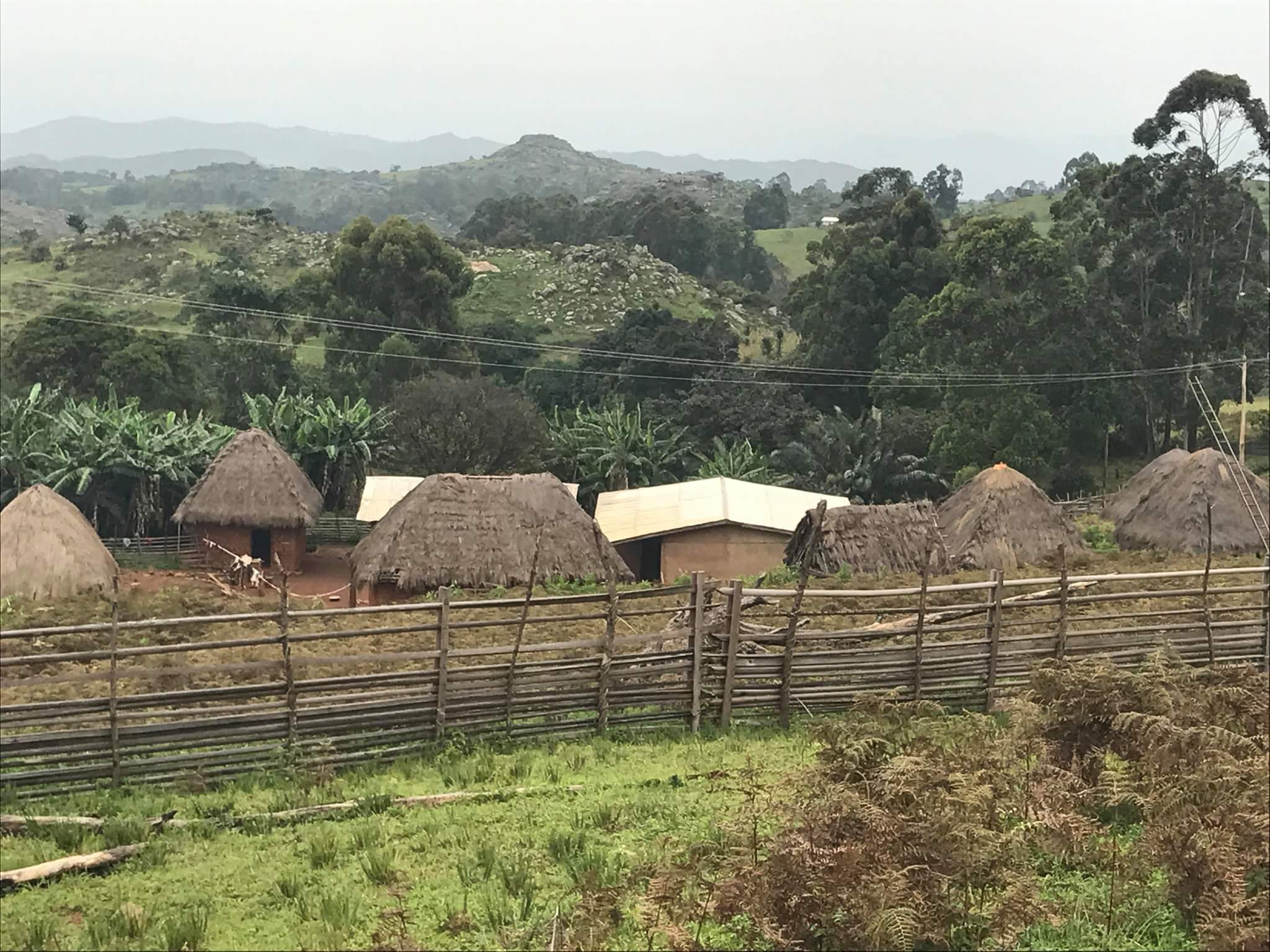
Frontière, village Njap
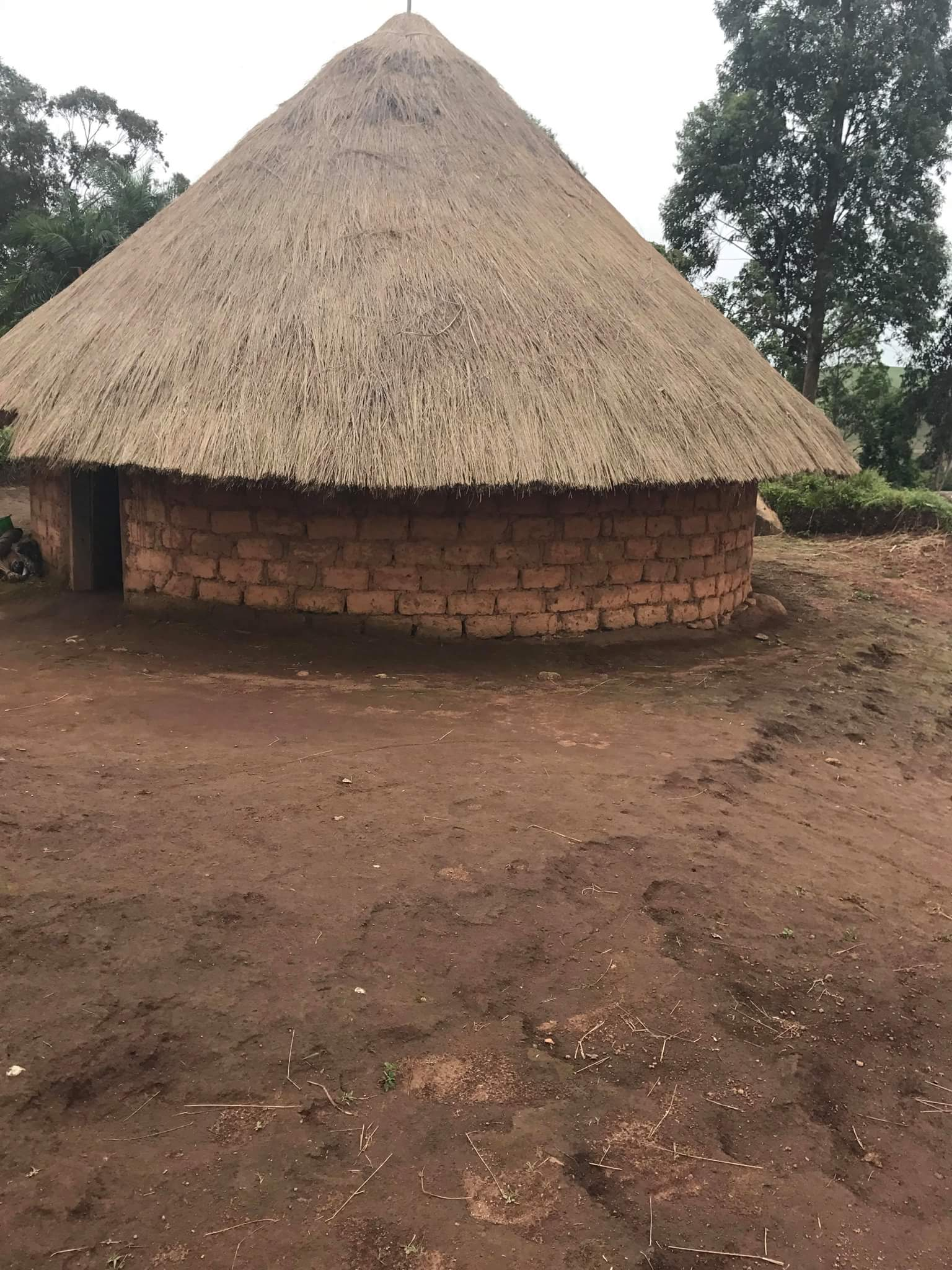
Maison traditionnel au village Njap
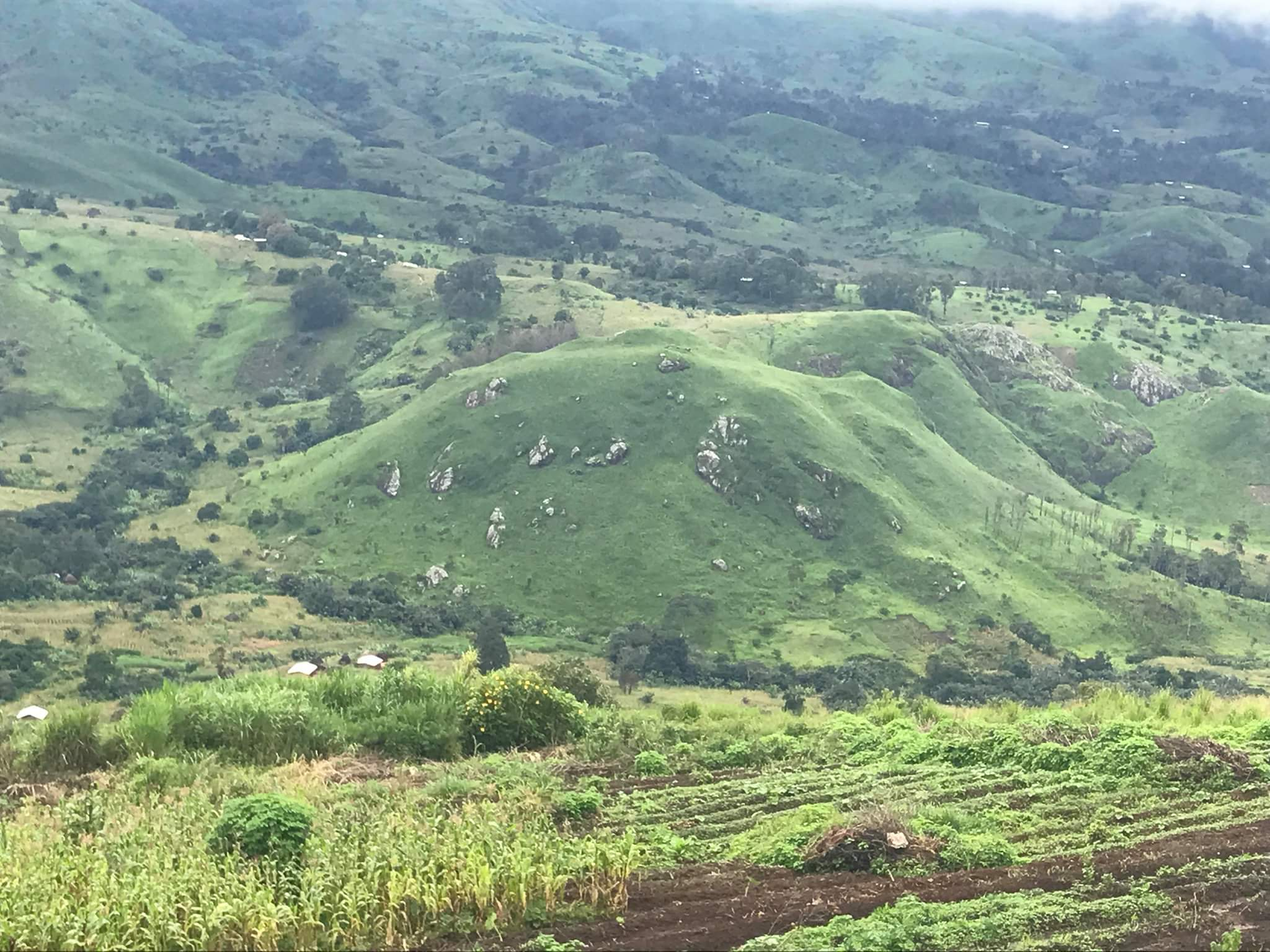
Vue des collines et des terres agricoles à Njap